# Crist
Crist est le titre donné à un ensemble de trois poèmes totalisant 1664 vers, préservés dans le Livre d'Exeter et traitant de la vie du Christ (« Crist » en anglo-saxon).
Longtemps considéré comme une œuvre indivisible, entièrement attribuable au poète Cynewulf, on a aujourd'hui tendance à la diviser en trois parties distinctes : Crist I (v. 1-439), qui parle de la venue du Christ, Crist II (v. 440-886), qui parle de l'Ascension, et Crist III (v. 867-1664), qui parle du Jugement dernier. Seul Crist II est signé par Cynewulf : les auteurs des deux autres parties sont inconnus.
Les vers 104-105 de Crist I :
Eálá Earendel engla beorhtast

Ofer middangeard monnum sended

(Salut, Éarendel, plus brillant des anges

sur la terre du milieu envoyé aux hommes)
ont inspiré à l'auteur J. R. R. Tolkien la création du personnage d'Eärendil.